# DOM 이벤트
DOM 이벤트(문서 개체 모델 이벤트, 돔 이벤트)는 어떤 일이 발생했거나 발생하고 있다는 신호이며 사용자 상호 작용이나 브라우저에 의해 트리거될 수 있다. 자바스크립트, J스크립트, VB스크립트 및 자바와 같은 클라이언트 측 스크립팅 언어는 HTML, XHTML, XUL 및 SVG 문서와 같은 DOM 트리 내부의 요소 노드에 다양한 이벤트 핸들러 또는 리스너를 등록할 수 있다.
DOM 이벤트의 예:
- 사용자가 마우스를 클릭할 때
- 웹페이지가 로드될 때
- 이미지가 로드될 때
- 마우스가 요소 위로 움직일 때
- 입력 필드가 변경될 때
- HTML 양식을 제출할 때
- 사용자가 키를 누를 때[2]

역사적으로 DOM과 마찬가지로 다양한 웹 브라우저에서 사용되는 이벤트 모델에는 호환성 문제를 일으키는 몇 가지 중요한 차이점이 있었다. 이를 해결하기 위해 W3C(월드 와이드 웹 컨소시엄)는 DOM 레벨 2에서 이벤트 모델을 표준화했다.